# Tossal del Conill
El Tossal del Conill és una muntanya de 453 metres que es troba al municipi d'Artesa de Segre, a la comarca catalana de la Noguera.